# Окиноерабу језик
Окиноерабу језик (ISO 639-3: okn) један од рјукјуанских језика који припада јужној амами-окинава подгрупи, јапанска породица језика. Говори га 3.200 људи (2004) на средишњем делу северне Окинаве и острву Окиноерабу. Млађе генерације служе се углавном јапанским. Постоји источни и западни дијалект.